# 鬼のいぬ間に
『鬼のいぬ間に』（おにのいぬまに）は、東海テレビ制作・フジテレビ系列で、1982年11月1日～1983年1月28日に放送された昼ドラマである。

## 概要
嫁いできた嫁と三人の小姑との物語。

## キャスト
- 春子 - 岡江久美子
- 天草四郎
- 寺泉哲章（現・寺泉憲）
- 塩沢とき
- 田島令子
- 伊佐山ひろ子
- 真夏竜
- 服部まこ（現・服部真湖）
- 佐藤仁哉
- 林昭夫
- 石山律雄

## スタッフ
- 演出 - 平松敏男、井村次雄
- 脚本 - 田井洋子